# Thatta
Thatta oder Tatta (Sindhi ٺٽو) ist eine Stadt mit ca. 45.000 Einwohnern in der pakistanischen Provinz Sindh. Aus der einstigen Blütezeit, die bis zum 18. Jahrhundert dauerte, blieben bedeutende Bauten ab dem 15. Jahrhundert bis zur Mogulzeit erhalten, die zum Weltkulturerbe zählen (Shah-Jahan-Moschee in der Stadt und das Gräberfeld auf dem Makli-Hügel außerhalb).

## Lage und Klima
Thatta liegt wenige Kilometer westlich des Indus in einer Höhe von etwa 10 m ü. d. M. gut 100 km (Fahrtstrecke) östlich von Karatschi und in gleicher Entfernung südwestlich von Hyderabad im gleichnamigen Distrikt. Stromabwärts nach Südwesten zweigt eine etwa 100 km lange Straße zu dem Dorf Keti Bandar im breiten Brackwasserbereich des Mündungsdeltas ab. Zur Zeit der Eroberungszüge Alexanders des Großen, der 325 v. Chr. die Indusmündung erreichte, lag die Stelle des heutigen Thatta noch am Meer. Die jährlichen Überschwemmungen brachten mit den Sedimenten im Wasser fruchtbaren Boden und schoben ein etwa 200 km breites Flussdelta ins Meer. Anfang des 18. Jahrhunderts verlagerte sich das Flussbett von etwa zwei Kilometer westlich der Stadt einige Kilometer nach Osten, ein Grund für den Niedergang Thattas. Möglicherweise stammt der Name von sanskrit Tatastha, „am Flussufer“.
Das Klima im südlichen Teil des Sindh ist subtropisch mit heißen Sommern, in denen zwischen Mai und August 45 °C erreicht werden und kühleren Wintern mit maximal 27 °C. Ohne künstliche Bewässerung wäre das Gebiet eine Halbwüste. 15 Kilometer westlich und einen Kilometer entfernt von der Straße nach Karachi befindet sich der Haleji See, ein großes Schutzgebiet für Wasservögel, Krokodile und Wasserreservoir für Karatschi, das allerdings – ebenso wie die gesamte Region – unter Süßwassermangel leidet. Der 24 km nördlich in Richtung Hyderabad gelegene Keenjihar-See ist der größte Frischwassersee des Landes und bietet neben der Möglichkeit zur Vogelbeobachtung Einrichtungen für pakistanische Ausflügler.
Charakteristisch für Thatta sind traditionelle mehrstöckige Häuser aus Holzrahmen, die mit Lehmziegeln ausgefacht sind und deren über die Flachdächer hinausragende Windtürme (Bādgir oder Mangh) weithin zu sehen sind. Diese können kühleren Wind auch in untere Stockwerke leiten oder Warmluft nach außen abgeben. Im Gegensatz zu den aufwändigeren Windtürmen des südlichen Iran, die symmetrisch nach vier Seiten Öffnungen haben, sind im Sindh einfachere Konstruktionen mit schrägem Dach und nur einer Öffnung in Richtung der vorherrschenden Windrichtung Südwest ausreichend.

## Geschichte
Zum Zeitpunkt der umayyadischen Eroberungen von ihrem Ursprungsgebiet in Arabien in westliche Richtung bis nach Spanien und nach Osten bis über den Indus lebten in der Region Sindh kleinere halbnomadische Stammesverbände. Die Eroberer unter dem syrischen General Muhammad ibn al-Qasim brachten nach dem Sieg über den lokalen Raja (711) nördlich von Thatta den Islam in den bis dahin zumeist hinduistischen oder noch buddhistischen Sindh, für ein weiteres Vordringen ostwärts war die kleine Armee nicht ausgerüstet. Immerhin blieb eine moslemische Kolonie im Sindh, der bis in die Zeit um 900 als As Sindh und mit den beiden wichtigsten Städten Multan und dem Seehafen Banbhore eine Provinz der Abbassiden-Dynastie war. Thatta lag bis zum Jahr 1032 im Machtbereich der Ghaznawiden. Persisch ersetzte zu dieser Zeit offiziell die arabische Sprache. Alle folgenden islamischen Großreiche einschließlich der Moguln regierten von Delhi aus die Provinzen, wobei zeitweilig lokale Herrscher im Sindh unterschiedliche Grade von Unabhängigkeit erlangten.
Unter der Oberherrschaft der Ghaznaviden, aber praktisch unabhängig übernahm Ibn Sumar, der Herrscher von Multan, die Macht im Sindh und gründete die Sumra-Dynastie. Die ursprünglich lokale Machtausbreitung feudaler Familienclans war damals und ist bis heute kennzeichnend für politische Herrschaft und wirtschaftliche Dominanz. Der Sindh ist noch heute überwiegend in Großgrundbesitz. Die Sumra-Dynastie konnte auch unter dem Sultanat von Delhi, das ab Anfang des 13. Jahrhunderts Nordindien regierte und die direkte Herrschaft über den Sindh übernommen hatte, weiter bestehen. Ab etwa 1317 war ihre Hauptstadt Thatta, bis 1351 der Clan der Sammas an die Macht kam und ebenfalls von Thatta aus herrschte. Es war die beginnende Blütezeit der Sufi-Poesie und -Mystik im Sindh; viele Dichter wurden, ebenso wie die Samma-Herrscher, in Gräbern auf dem Makli-Hügel beigesetzt. Im Jahr 1520 wurde der Samma-Herrscher Jam Feroz durch Shah Beg vom Clan der Arghuns, genauer, der dazu zählenden Tarkhun-Dynastie unterworfen, die bis zum Ende des Jahrhunderts den Sindh als Teil der Multan-Provinz regierte.
Die Arghuns verloren ihre Gebiete ab 1522, angefangen mit Kandahar (Afghanistan) im Westen und bis 1528 Multan an den Begründer der Mogul-Dynastie Babur. Die Tarkhun-Familie, die über den südlichen Teil des Sindh herrschte, verlor zuletzt ihre Macht an den Mogul-Kaiser Akbar I. (1592). Bereits seit 1573 befand sich der nördliche Sindh unter Akbars Kontrolle.
Zuvor war es wegen eines Bürgerkriegs zwischen den Tarkhuns zu einem Hilfsgesuch von Muhammad Isa Tarkhun (Mirza Isa Khan I.) an die Portugiesen gekommen. Im Jahr 1555 kamen daher 700 Portugiesen in 28 Schiffen angereist, um zum Zeitpunkt ihrer Ankunft festzustellen, dass Isa Tarkhun bereits gewonnen hatte. Nachdem dieser sich weigerte, die portugiesischen Soldaten auszubezahlen, plünderten die Portugiesen kurzerhand die Stadt, raubten die enormen Goldschätze und töteten mehrere tausend Einwohner. Isa Tarkhun führte zur selben Zeit auswärts Krieg. Dennoch blieb Thatta weiterhin ein wichtiges Kultur- und Wirtschaftszentrum.
Als Isa Tarkhun im Jahr 1572 starb, kämpften seine Söhne um die Macht. Der grausamste unter ihnen, Muhammad Baki (Mirza Baki), wurde gegen den Willen des Vaters Herrscher von Sindh. Missliebige Adlige und Gelehrte ließ er umbringen. Als Baki seine Tochter mitsamt einer hohen Mitgift dem Mogulkaiser Akbar zur Frau anbot, jener aber die Annahme verweigerte und die Tochter zurückschickte, brachte Baki sich 1584 um. Sein Grab liegt, wie das der anderen Herrscher, auf dem Makli-Hügel. Sein Sohn Mirza Jani Beg war eine Erleichterung für die Bevölkerung. Durch seinen Widerstand gegen Akbar wurde der Tarkhun-Herrscher Jani Beg unter dem Beinamen Sindhi Bacha („Sohn von Sindh“) sehr populär bei der Bevölkerung.
Während die Mogul-Herrschaft im Süden Bestand hatte, begann im oberen Sindh der Clan der Kalhoras als Feudalherren an Einfluss zu gewinnen und regierte dort nach der Mitte des 16. Jahrhunderts. Ihr Gebiet dehnten sie von Multan nach Süden aus. Sie brachten 1737 Thatta unter ihre Kontrolle und verlagerten ihre Hauptstadt hierher. Die Stadt wurde zu einem der größten Handelsplätze in Indien. Dieses geschah etwa zur selben Zeit, als der persische Herrscher Nadir Schah durch seinen Einmarsch in Delhi das Ende des Mogulreichs herbeiführte. Die Kalhoras verloren erst gegen den Belutschen-Clan der Talpur 1783 ihre Macht. Drei Talpur-Familien regierten mit dem Titel Mir (den ihre Nachfahren bis heute im Namen tragen) und kümmerten sich vornehmlich darum, ihre jeweiligen Machtbereiche nach außen abzuschotten und Steuern einzutreiben. Die Herrschaft der Talpur wurde im Jahr 1843 auf dem Schlachtfeld von Miani beendet. General Charles Napier nahm den Sindh für das Britische Empire ein und verlagerte die Hauptstadt des Sindh von Hyderabad nach Karachi. Die Talpur-Clans wurden von Napier mit Jagirs versehen, das sind über mehrere Jahre oder lebenslang verliehene Ländereien, von denen sie Steuern einnehmen und weiterhin als Feudalherren herrschen konnten. 1847 wurde das Gebiet Teil der Bombay Presidency, von welcher es 1936 seine Unabhängigkeit zurückgewann.
Thatta war vom 14. bis Ende des 16. Jahrhunderts Hauptstadt des Sindh und bis Anfang des 18. Jahrhunderts eines der bedeutendsten Wirtschaftszentren des indischen Subkontinents. Zugleich war es ein Zentrum religiöser Gelehrsamkeit. Persische Texte wie Rumis Dichtung Masnawī wurden hier ins Sindhi übersetzt, umgekehrt wurde Sindhi-Dichtung in der Form eines Masnawi ins Persische übertragen. Zu Beginn seiner Herrschaft und während der Thronfolgestreitigkeiten nach dem Tod seines Vaters Jahangir verbrachte Shah Jahan einige Zeit im sicheren Thatta und hinterließ die nach ihm benannte Große Moschee (erbaut 1647–1649). Der spätere Kaiser Aurangzeb lebte einige Zeit als Gouverneur des unteren Sindh in der Stadt.

## Shah-Jahan-Moschee

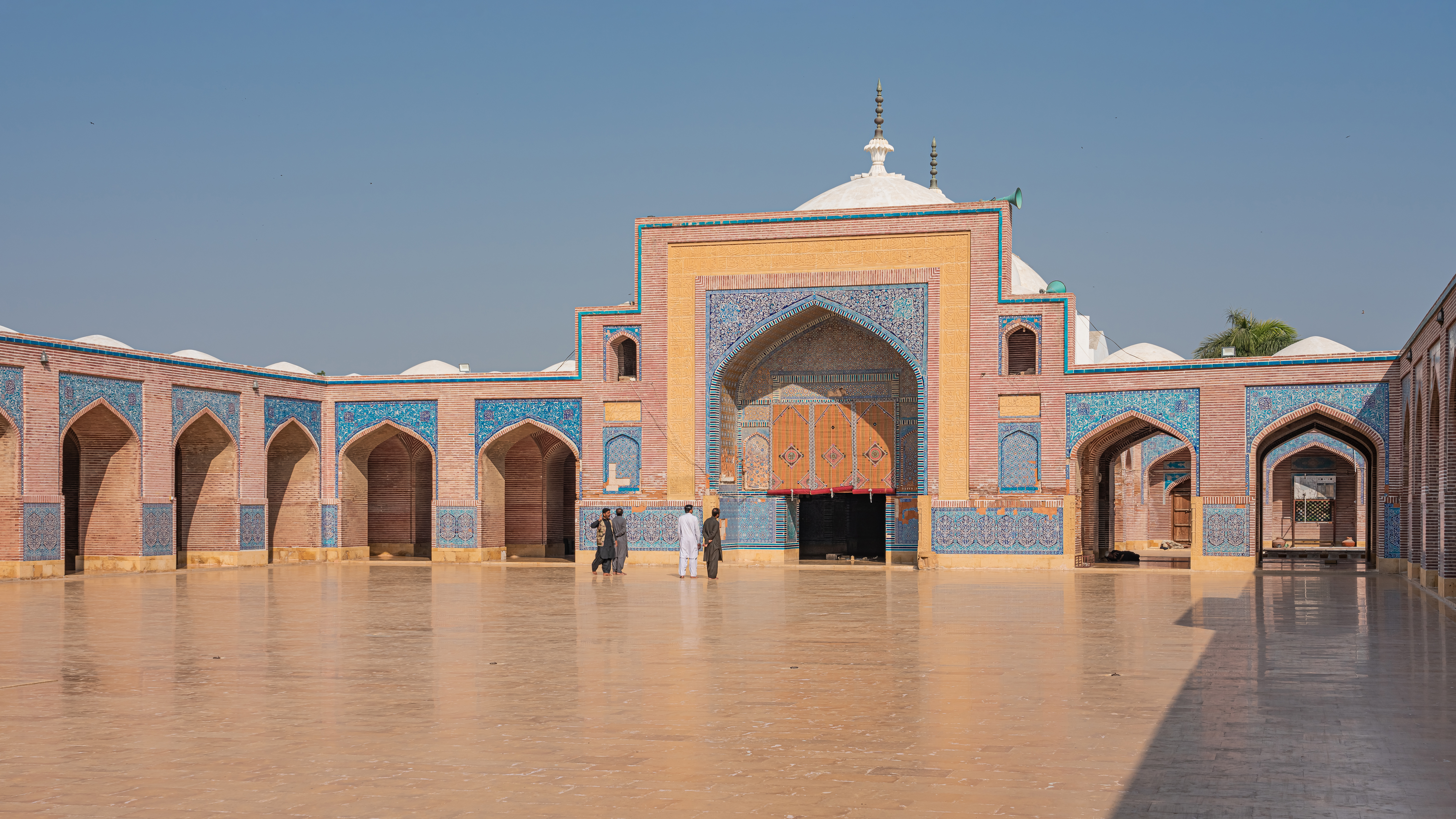
Shah-Jahan-Moschee

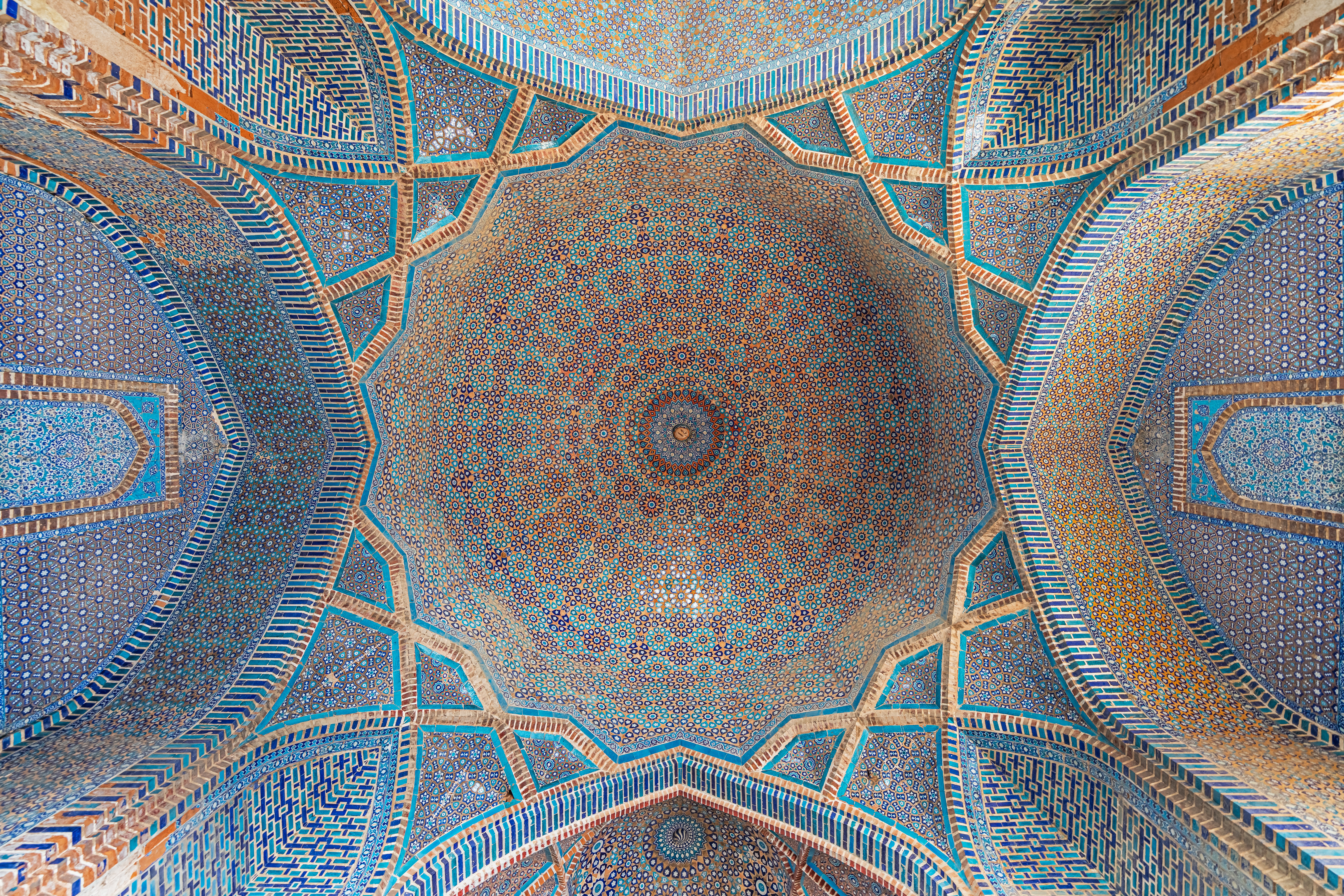
Deckendekor im Hauptsaal

Die Shah-Jahan-Moschee dient als Freitagsmoschee. Sie befindet sich in einem neuen Stadtgebiet etwa 1 km östlich des Zentrums. Fern von seinem Geburtsort Lahore und seinem Regierungssitz Delhi gab Shah Jahan in Thatta eine der schönsten Moscheen der Mogul-Zeit in Auftrag. Mit dem Bau wurde Inschriften zufolge im Jahr 1644 begonnen, der Gebäudekomplex wurde 1647 fertiggestellt, etwa zur selben Zeit wie Shah Jahans für seine Lieblingsfrau gebautes Grabmal Taj Mahal. Die Außenmaße des in der längeren West-Ost-Achse rechteckigen Bauwerks betragen einschließlich der umgebenden Gartenanlagen ca. 305 × 170 m; der eigentliche Moscheebau mit einem großen Innenhof (sahn) nimmt etwa ein Viertel der Gesamtfläche ein. Die Moschee wurde in den 1970er Jahren sorgfältig restauriert und ist weitgehend im originalen Zustand erhalten.
Bauform und Material sind untypisch für die Mogul-Architektur: Der Kern der Moscheen und Mausoleen in den nordindischen Hauptstädten Lahore, Agra und Delhi besteht aus Ziegelstein, den man jedoch mit weißem Marmor und rotem Sandstein verkleidete, so dass er an keiner Stelle optisch in Erscheinung trat. Hier wurde das sandbraune Ziegelmauerwerk mit dazwischen gelegten weißen Mörtelbändern und farbig glasierten Kachelmosaiken harmonisch abgestimmt. Im Gegensatz zu dem Macht demonstrierenden Monumentalstil der Freitagsmoschee in Delhi mit drei hohen Kuppeln gibt es an dieser Moschee, die dem persischen Bauplan folgt, keine Minarette, nur eine große Kuppel, dafür aber 93 kleine Kuppeln, die das Gebäude aus jeder Blickrichtung feinsinnig gliedern. Im Innenhof liegen zwei hohe Pischtaks mit großen Iwan-Bögen einander gegenüber. Die Kuppeln wurden wie Himmelsgewölbe mit kleinteiligen mehrfarbigen Sternmotiven ausgelegt, der Übergang zum achteckigen Unterbau wurde durch netzförmig aufgesetzte Stege gestaltet. Dank der guten Akustik der Dachkuppeln kann der Vorbeter (imam) vom Mihrāb bzw. Minbar aus bis in den hinteren Teil der Moschee gehört werden.

## Makli-Hügel
Die Nekropole beginnt 3 km westlich der Stadt an der Straße nach Karatschi. Auf einer Fläche von 10, nach anderen Angaben 15 km² liegen nahe am ehemaligen Flussbett des Indus über einen Hügel hinweg riesige Mausoleen zwischen einfachen Gräbern, Ruinen und Steinfeldern verstreut. Die Bauten wurde aus Ziegeln oder Kalkstein, die meisten aus Sandstein errichtet und teilweise mit glasierten Kacheln verziert. Die Zahl der Gräber wird auf 200–300.000 bis zu einer Million geschätzt; erbaut bzw. angelegt vom 14. bis zum 17. Jahrhundert von den Dynastien der Sumra, Arghun, Tarkhun und den Moguln. Es war ein ehrenvoller Bestattungsplatz, was sich vom Wort Makkah-li („Mekka für mich“) ableiten ließe. Eine andere Herleitung aus dem Sindhi wäre von Makalla, „Hafen“ oder aus dem Persischen Makli – „ausgetrockneter Brunnen“.
Viele Sufi-Mystiker, deren auf ihren Wanderungen gesungene Sindhi-Verse zur Volksdichtung gehören, wurden auf dem Makli-Hügel beigesetzt. Nach der Tradition des Sindh sollen hier 125.000 Heilige begraben liegen. Zahlreiche Legenden schmücken das Leben dieser Heiligen aus und beschreiben ihre Gräber. Die mystischen Feiern und Tänze auf dem Makli-Hügel als Kult vor den Heiligengräbern müssen ausufernd gewesen sein. Es war ein bedeutendes jährliches Pilgerziel. Anfang des 18. Jahrhunderts versuchte der etwas nüchternere Sufi-Orden der Naqshbandi gegen den Brauch allzu großer Spendengaben an den Heiligenschreinen anzugehen. Das erste Grab auf dem Hügel im 14. Jahrhundert wurde für einen Sufi-Heiligen errichtet.
Vom Zugang im Süden, wo die jüngeren Grabbauten der Mogul-Zeit stehen, bis zu den entferntesten Gräbern der älteren Sumra-Gruppe im Norden sind es etwa 2,5 Kilometer. Für den letzten Herrscher der Tarkhan, Mirza Jani Beg Tarkhan, wurde 1599 im Süden innerhalb einer quadratischen Sandsteinumfriedung ein oktogonaler Ziegelbau mit hohen Iwan-Kielbögen an jeder Außenseite errichtet, der auf die zentralasiatischen Wurzeln der Tarkhan-Dynastie hinweist. Die Kuppel ist eingefallen, dunkelblau glasierte Kacheln mit Koraninschriften bilden einen farblichen Kontrast zu den braunen hartgebrannten Ziegeln.
Der quadratische Pavillon aus zwölf Sandsteinsäulen für Mirza Tughril Beg ist deutlich kleiner. Er war ein Nachfolger Mirza Jani Begs, wurde von den Moguln vermutlich als Statthalter von Thatta eingesetzt und starb 1679. Die Steinkonstruktion ist bemerkenswert: Die Dachecken des Quadrats wurden durch flache Steinplatten zum Achteck eingekürzt – eine Übernahme aus dem indischen Tempelbau, auf dem sich die kleine Kuppel erhebt. Nach Westen (Mekka) vorgelagert ist eine breite Wand mit eingetieftem Mihrab.
Das Grabmal von Mirza Jan Baba († 1570/1608), einem glücklosen Bruder des gewalttätigen Mirza Baki, besteht aus gelbem Kalkstein und besaß ursprünglich drei Kuppeln in einer Reihe, von denen noch die mittlere erhalten ist. Der Tambour der Kuppeln lagert ebenso wie beim Pavillon für Tughril Beg auf Steinbalken als Eckdiagonalen. Die Wände und vor allem der Mihrab sind übervoll mit kleinteiligen Steinreliefs in geometrischen und floralen Formen verziert, dazu gehören stilisierte Blätter, Swastika und Rosetten. Als späte Entschädigung der Niederlage gegen seinen Bruder erhielt Mirza Jan Baba von seinem Sohn Mirza Isa Khan II. eines der schönsten Grabbauten auf dem Makli-Hügel.
Dieser Mirza Isa Khan II. (Isa Khan Tarkhan d. J. † 1644) gab um 1618 den Auftrag zu seiner eigenen Grabstätte, die um 1640 vollendet war. Eine zweistöckige doppelte Säulenreihe umgibt einen zentralen Bau mit Kuppel und Iwan-Nischen an jeder Außenseite. Die quadratischen Säulen sind vollständig mit floralen Ornamenten bedeckt. Es ist ein in dieser Form einzigartiger Palast. Auch an den Innen- und Außenwänden wurde der gelbe Kalkstein mit feinsten Steinmetzarbeiten verziert. Das Grabmal steht in einem weiten, von einer Mauer mit kielbogenförmigen hohen Durchgängen an den vier Seiten umschlossenen Hof.
Für den gewalttätigen Mirza Baki (Baqi Beg Tarkhan, 1565–1585), den dritten Herrscher der Tarkhan, der neben vielen Gebildeten und Derwischen auch seine Brüder ermorden ließ, wurde das Kenotaph im Freien hinter einer hohen Umfassungsmauer aufgestellt. Weitere Gräber und ein oktogonaler Grabpavillon befinden sich innerhalb der Anlage.
Das Grab seines Vaters Isa Khan I. († 1565) liegt weiter nördlich. Er war es, der die Portugiesen 1555 mit ihren Kanonen gegen einen benachbarten König zu Hilfe gerufen und letztlich doch nicht gebraucht hatte. Erstmals wurden bei diesem Grabmal im zentralasiatischen Stil geometrische Rhomben- und Rosettenornamente als Steinreliefs ausgeführt. Das (nicht mehr existente) Vorbild der frühen Tarkhan-Gräber war das Mausoleum von Babur, der 1530 starb und um 1544 in einem Garten (Bagh-e Babur) in Kabul beigesetzt wurde.

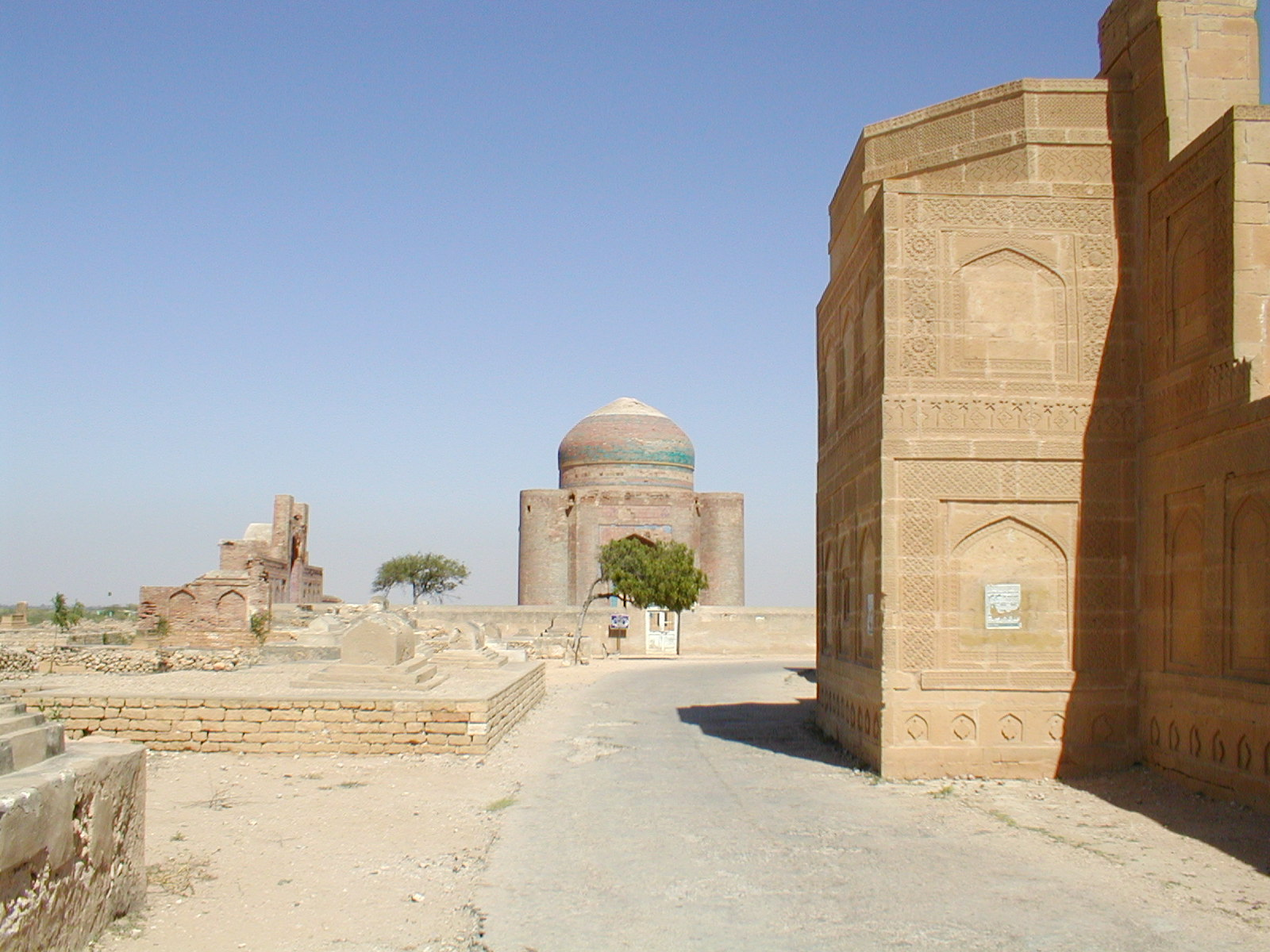
Mitte hinten: Grabmal für Diwan Shurfa Khan von 1638/39. Die Umfassungsmauer wurde restauriert. Anstelle der kleinen weißen Mauertür sollte man sich einen hohen Iwan-Bogen als Durchgang vorstellen. Links: (nach Westen) die dazugehörende Moschee von 1644 als einfache Wand-Moschee mit hoher Mihrab-Nische. Rechts vorn: Außenwand des Iwans an der Umfassungsmauer des größten Grabmals in Makli für Mirza Isa Khan II.

Der besterhaltene Ziegelbau von Makli liegt im Westen der Straße und wurde 1638/39 für Diwan Shurfa Khan, einen Minister von Shah Jahan, errichtet. Innerhalb des üblichen Mauergevierts steht auf einer Plattform der kompakte, quadratische und streng wirkende Bau im persischen Stil mit Rundtürmen an jeder Ecke. Die Außenwände waren einst farbenfroh von blau-weißen Kacheln bedeckt.
Weit im Norden, im Gräberfeld der Samma-Sultane, liegt das Grab von Mubarak Khan († 1490). Er hieß Darya Khan vor seiner Adoption durch Sultan Nisamuddin, als dessen General er erfolgreich einen Angriff Sultan Baburs abwehrte. Sein Sarkophag steht auf einer hohen Plattform innerhalb eines ummauerten Hofes. Es ist der älteste größere Grabbau. Die von Zinnen bekrönte und über einen Meter dicke Umfassungsmauer ist üppig mit Arabesken und floralen Motiven verziert und zeigt für den unteren Sindh bereits eine eigenständige Bautradition.
Die Bandbreite der Baustile reicht vom strengen persischen Zentralbau (Diwan Shurfa Khan) bis zum mit Ornamentbändern, Kragsteinen und Vorsprüngen geschmückten Grabbau für Sultan Nisamuddin (1460–1508) nordöstlich des Grabs für Mubarak Khan. Hier zeigt sich deutlich indischer Einfluss, besonders die Tradition hinduistischer Tempel aus Gujarat. Letztere war formbildend für den Balkon mit gedrechselten Pilastern und für Blendarkaden an der Westwand des quadratischen Bauwerks. Sogar die kielbogenförmigen Nischen wurden der indischen Tradition entsprechend in Kragsteintechnik und nicht als echtes Gewölbe ausgeführt. Die Vermutung, Material eines älteren Hindutempels sei zum Bau verwendet worden, ist allerdings zweifelhaft, wenn das auch Miniaturen des nordindischen Shikhara-Tempelturms andeuten mögen. Am Dach rundet sich über Trompen aus vorkragenden Steinen das Quadrat zum Achteck und noch zu einer sechzehnseitigen Basis für den Tambour. Eine Kuppel war wohl vorgesehen, wurde aber nie aufgesetzt. Das Dach blieb offen. Es ist das beste Beispiel für eine den Sindhi-Stil bildende Verschmelzung der Kulturen.

## Ökologie und Landwirtschaft
Schon im Mittelalter, als der Indus noch im Westen beim Makli-Hügel an der Stadt vorbeifloss, führten Bewässerungskanäle bis in die Stadt. Trotz der Hitze und Trockenheit des Gebiets kann auf den jährlichen Überschwemmungsflächen des Indus und auf künstlich bewässerten Feldern Reis angebaut werden. Daneben gedeihen Zuckerrohr, Weizen und Baumwolle in der Umgebung. Durch den Bau von Staudämmen seit 1932 im Punjab und seit 1947 im Sindh werden die Schwemmstoffe des Flusses zurückgehalten. Bewässerungskanäle entlang des gesamten Indus lassen nur noch eine verringerte Wassermenge im Sindh ankommen. Beides hat Auswirkungen auf ein Absinken des Indusdeltas, führt zu immer weiter landeinwärts vordringendem Meerwasser und Brackwasser in den Kanälen. Die Folgen der in den 1960er Jahren als „Grüne Revolution“ gepriesenen Feldbewässerung durch Kanäle ist eine zunehmende Versalzung der Böden, da durch einen hohen Grundwasserstand das Wasser nicht abgeführt wird, sondern verdunstet. Der durch die Weltbank in den 1980er Jahren finanzierte Entwässerungskanal (Left Bank Outfall Drain) von Thatta zum Meer erwies sich als kontraproduktiv. Er lässt seitdem Meerwasser noch weiter ins Land vordringen und zur Versalzung beitragen. Der Küstenstreifen südlich von Thatta muss möglicherweise nach einer Studie des Pakistan Fisherfolk Forum von 2005 in einer Breite von 35 Kilometern in den nächsten Jahren aufgegeben werden. Ein 2009 vorgestelltes Umsiedlungsprojekt soll 500 in ökologischer Bauweise geplante Wohneinheiten für arme Fischerfamilien zur Verfügung stellen. Dennoch sind entlang des Indus weitere umstrittene Staudammprojekte geplant.
Eine Überschwemmungskatastrophe führte im August 2010 zu mehreren Dammbrüchen am Indus und zur Überflutung zahlreicher Dörfer im Umkreis von Thatta. Ein großer Teil der 300.000 Einwohner im Raum Thatta hatte das Gebiet verlassen. Die Stadt selbst blieb vor der Überflutung verschont.